# David Beigelman
David Beigelman (polonès: Dawid Bajgelman)  (Ostrowiec Świętokrzyski, 6 d'abril de 1888 - Gliwice, 1944) també es coneix per Dawid Bajgelman i Dawid Beigelman, va ser un violinista, líder d'orquestra i compositor polonès de música i cançons de teatre yiddish.

## Biografia
Va néixer a Ostrowiec, a la Polònia del Congrés,
en el si d'una família musical de Łódź, on va compondre i actuar en teatres yiddis molt jove. Es va convertir en director del teatre yiddis de Lodz el 1912.
Va escriure la música de les òperes de Julius Adler, Dos Skoytn-meydl i Di mume Gnendil i Di Sheyne Berta de Yankev Vaksman, totes escenificades a Lodz, i va organitzar la música per a The Dybbuk de S. Ansky. El 1929 va ser compositor i director musical del teatre Ararat de Łódź.
El 1940 es va veure obligat a traslladar-se al ghetto Litzmannstadt de Łódź, on va participar en la vida cultural del gueto com a director d'orquestra - el primer concert simfònic del gueto es va realitzar sota la seva direcció l'1 de març de 1941 - i com a compositor de obres i cançons orquestrals. Dues conegudes cançons de Beigelman que han sobreviscut i que s'interpreten fins avui són Kinder Yorn (els anys de la infància) i Tsigaynerlid (Gypsy Song), dedicades als gitanos que viuen al gueto. Va escriure cançons a les lletres d'Isaia Spiegel, incloent Makh tsu di eygelekh (Tanca els teus petits ulls) i Nisht keyn rozhinkes, nisht keyn mandlen (Sense panses, sense ametlles). També va col·laborar amb Moishe Broderzon escrivint cançons conegudes com Nisim, nisim i Yidn, Shmidn. També va col·laborar amb Moyshe Nudelman, David Herman i Yakov Rotbaum.
El 1944, Beigelman va ser deportat a Auschwitz, on va morir el febrer de 1945.